# Elecciones provinciales de San Luis de 1958
Las elecciones generales de la provincia de San Luis de 1958 tuvieron lugar el domingo 23 de febrero del mencionado año con el objetivo de restaurar las instituciones democráticas constitucionales y autónomas de la provincia después de tres años de la dictadura militar autodenominada Revolución Libertadora, que derrocó al gobierno constitucional de Juan Domingo Perón y proscribió al movimiento político en torno a su figura, denominado peronismo, así como a su brazo político, el Partido Peronista (PP). Por tal motivo, se considera que las elecciones no fueron completamente libres y justas. Se debía elegir al Gobernador, así como a los 30 legisladores provinciales para el período 1958-1962. Fueron las decimoterceras elecciones provinciales sanluiseñas desde la instauración del sufragio secreto en el país, y se realizaron al mismo tiempo que las elecciones presidenciales y legislativas a nivel nacional.
El principal partido opositor antes del golpe, la Unión Cívica Radical (UCR), se había dividido en torno a qué postura tomar con respecto a la proscripción del peronismo. La Unión Cívica Radical Intransigente (UCRI), fue fundada por radicales contrarios a la proscripción y al gobierno militar, y la Unión Cívica Radical del Pueblo (UCRP), fue establecida por el sector favorable a la proscripción. Ambos partidos radicales fueron los dos principales competidores en las elecciones. En el contexto del Pacto Perón-Frondizi, por el cual Perón desde el exilio apoyó a Arturo Frondizi, candidato presidencial de la UCRI, sus candidatos gubernativos se vieron también beneficiados, y Alberto Domeniconi, candidato a gobernador de San Luis por la UCRI, obtuvo un rotundo triunfo con el 57,82% de las preferencias contra el 25,19% de Juan Agustín Luco, candidato del Partido Demócrata Liberal (PDL) que logró vencer la polarización entre los dos radicalismos. La UCRP se ubicó tercera con un 13,43%, y el resto de los votos fueron a parar al Partido Demócrata Cristiano (PDC) y el Partido Demócrata Conservador Popular (PDCP). La UCRI obtuvo también mayoría absoluta en la legislatura. La participación fue del 89.30% del electorado registrado.
Los cargos electos asumieron el 1 de mayo. Domeniconi no pudo completar el mandato constitucional ya que fue depuesto por el otro golpe de Estado el 29 de marzo de 1962, que intervino todas las provincias. Aunque el gobierno de Domeniconi sobrevivió al golpe de Estado, la intervención llegó en última instancia el 23 de abril, una semana antes del fin del mandato.

## Resultados

### Gobernador
| Candidato                         | Partido         | Partido                               | Votos  | %     |
| --------------------------------- | --------------- | ------------------------------------- | ------ | ----- |
| Alberto Domeniconi                |                 | Unión Cívica Radical Intransigente    | 42.786 | 57,82 |
| Juan Agustín Luco                 |                 | Partido Demócrata Liberal             | 18.643 | 25,19 |
| David Rafael Arancibia            |                 | Unión Cívica Radical del Pueblo       | 9.942  | 13,43 |
| Alfredo Vicens                    |                 | Partido Demócrata Cristiano           | 1.670  | 2,26  |
| Adolfo Abelardo Berbeito Figueroa |                 | Partido Demócrata Conservador Popular | 964    | 1,30  |
|                                   |                 |                                       |        |       |
| Votos positivos                   | Votos positivos | Votos positivos                       | 74.005 | 100   |
| Fuente:                           |                 |                                       |        |       |

### Cámara de Diputados
| Partido         | Partido                               | Votos  | %     | Bancas |
| --------------- | ------------------------------------- | ------ | ----- | ------ |
|                 | Unión Cívica Radical Intransigente    | 42.594 | 57,30 | 24/30  |
|                 | Partido Demócrata Liberal             | 18.122 | 24,38 | 6/30   |
|                 | Unión Cívica Radical del Pueblo       | 9.852  | 13,25 |        |
|                 | Partido Demócrata Cristiano           | 1.823  | 2,45  |        |
|                 | Partido Comunista                     | 1.007  | 1,35  |        |
|                 | Partido Demócrata Conservador Popular | 936    | 1,26  |        |
|                 |                                       |        |       |        |
| Votos positivos | Votos positivos                       | 74.334 | 100   |        |
| Fuente:         |                                       |        |       |        |

#### Resultados por departamentos
| Ayacucho 3 Diputados              | Ayacucho 3 Diputados                  | Ayacucho 3 Diputados         | Ayacucho 3 Diputados | Ayacucho 3 Diputados | Ayacucho 3 Diputados |
| Partido                           | Partido                               | Candidato                    | Votos al candidato   | Votos al partido     | %                    |
| --------------------------------- | ------------------------------------- | ---------------------------- | -------------------- | -------------------- | -------------------- |
|                                   | Unión Cívica Radical Intransigente    | José Alberto Durán           | 3.487                | 3.487                | 54,89                |
| Ángel Salcedo                     | Unión Cívica Radical Intransigente    | 3.487                        |                      | 3.487                | 54,89                |
|                                   | Partido Demócrata Liberal             | Rosario Raúl Calderón        | 1.949                | 1.949                | 30,68                |
| Dídimo Pereyra Ruiz               | Partido Demócrata Liberal             | 1.892                        |                      | 1.949                | 30,68                |
|                                   | Unión Cívica Radical del Pueblo       | Olga Rosa Glellel            | 709                  | 709                  | 11,16                |
| Belisario Montiveros              | Unión Cívica Radical del Pueblo       | 699                          |                      | 709                  | 11,16                |
|                                   | Partido Demócrata Cristiano           | Antonio Roberto Pereyra      | 107                  | 107                  | 1,68                 |
| Carlos Aldo Amodey                | Partido Demócrata Cristiano           | 107                          |                      | 107                  | 1,68                 |
|                                   | Partido Demócrata Conservador Popular | Pedro Ramón Pérez            | 63                   | 63                   | 0,99                 |
| Antonio Ciriaco del Cerro         | Partido Demócrata Conservador Popular | 61                           |                      | 63                   | 0,99                 |
|                                   | Partido Comunista                     | Carmen Cruz Ramírez          | 38                   | 38                   | 0,60                 |
| Orfilia Oliveras                  | Partido Comunista                     | 38                           |                      | 38                   | 0,60                 |
|                                   |                                       |                              |                      |                      |                      |
| Votos positivos                   | Votos positivos                       | Votos positivos              | Votos positivos      | 6.353                | 100                  |
| Belgrano 2 Diputados              |                                       |                              |                      |                      |                      |
| Partido                           | Partido                               | Candidato                    | Votos al candidato   | Votos al partido     | %                    |
|                                   | Unión Cívica Radical Intransigente    | Quevid Quevedo Mendoza       | 1.862                | 1.862                | 60,53                |
| Santos Gatto                      | Unión Cívica Radical Intransigente    | 1.861                        |                      | 1.862                | 60,53                |
|                                   | Partido Demócrata Liberal             | José Herrera                 | 962                  | 962                  | 31,27                |
| Raúl Rómulo Foncueva              | Partido Demócrata Liberal             | 962                          |                      | 962                  | 31,27                |
|                                   | Unión Cívica Radical del Pueblo       | Alberto Francisco Arce       | 136                  | 136                  | 4,42                 |
| Gerónimo Baigorria                | Unión Cívica Radical del Pueblo       | 135                          |                      | 136                  | 4,42                 |
|                                   | Partido Comunista                     | Lucía Correa                 | 44                   | 44                   | 1,43                 |
| Irineo Bienvenido Calderón        | Partido Comunista                     | 44                           |                      | 44                   | 1,43                 |
|                                   | Partido Demócrata Conservador Popular | Humberto Camilo Rúa          | 38                   | 38                   | 1,24                 |
| Emilio Rodríguez                  | Partido Demócrata Conservador Popular | 38                           |                      | 38                   | 1,24                 |
|                                   | Partido Demócrata Cristiano           | Isidro Pascual Velázquez     | 34                   | 34                   | 1,11                 |
| Diógenes Amieva                   | Partido Demócrata Cristiano           | 34                           |                      | 34                   | 1,11                 |
|                                   |                                       |                              |                      |                      |                      |
| Votos positivos                   | Votos positivos                       | Votos positivos              | Votos positivos      | 3.076                | 100                  |
| Chacabuco 3 Diputados             |                                       |                              |                      |                      |                      |
| Partido                           | Partido                               | Candidato                    | Votos al candidato   | Votos al partido     | %                    |
|                                   | Unión Cívica Radical Intransigente    | Raimundo Abel Nievas         | 3.072                | 3.072                | 52,81                |
| Juan Carlos Hurley                | Unión Cívica Radical Intransigente    | 3.051                        |                      | 3.072                | 52,81                |
|                                   | Partido Demócrata Liberal             | Jorge Primitivo Fernández    | 1.901                | 1.901                | 32,68                |
| Gonzalo Olguin Pereyra            | Partido Demócrata Liberal             | 1.884                        |                      | 1.901                | 32,68                |
|                                   | Unión Cívica Radical del Pueblo       | Julio Isaías González        | 663                  | 663                  | 11,40                |
| Enrique Ocatavio Carranza         | Unión Cívica Radical del Pueblo       | 661                          |                      | 663                  | 11,40                |
|                                   | Partido Demócrata Cristiano           | Miguel Ángel Oviedo          | 87                   | 87                   | 1,50                 |
| Nils Edgardo Luján                | Partido Demócrata Cristiano           | 87                           |                      | 87                   | 1,50                 |
|                                   | Partido Comunista                     | Ramón Eusebio Pereyra        | 74                   | 74                   | 1,27                 |
| María Teresa Ochoa                | Partido Comunista                     | 74                           |                      | 74                   | 1,27                 |
|                                   | Partido Demócrata Conservador Popular | Joaquín José Montero Mendoza | 20                   | 20                   | 0,34                 |
|                                   |                                       |                              |                      |                      |                      |
| Votos positivos                   | Votos positivos                       | Votos positivos              | Votos positivos      | 5.817                | 100                  |
| Coronel Pringles 2 Diputados      |                                       |                              |                      |                      |                      |
| Partido                           | Partido                               | Candidato                    | Votos al candidato   | Votos al partido     | %                    |
|                                   | Unión Cívica Radical Intransigente    | Juan Maluff                  | 2.772                | 2.772                | 54,44                |
| Antonio Miguel Ángel Novillo      | Unión Cívica Radical Intransigente    | 2.771                        |                      | 2.772                | 54,44                |
|                                   | Partido Demócrata Liberal             | Monitor Rubén Fernández      | 1.553                | 1.553                | 30,50                |
| José Civalero                     | Partido Demócrata Liberal             | 1.517                        |                      | 1.553                | 30,50                |
|                                   | Unión Cívica Radical del Pueblo       | Luis Felipe Rossi            | 589                  | 589                  | 11,57                |
| Ignacio Loyola Escudero Vega      | Unión Cívica Radical del Pueblo       | 565                          |                      | 589                  | 11,57                |
|                                   | Partido Demócrata Cristiano           | Mateo Enrique Ardissone      | 84                   | 84                   | 1,65                 |
| Antonio Barbieri                  | Partido Demócrata Cristiano           | 84                           |                      | 84                   | 1,65                 |
|                                   | Partido Comunista                     | Cruz Becerra                 | 50                   | 50                   | 0,98                 |
| Miguel Esteban Espinosa           | Partido Comunista                     | 50                           |                      | 50                   | 0,98                 |
|                                   | Partido Demócrata Conservador Popular | Miguel Nader Ali             | 44                   | 44                   | 0,86                 |
| Abraham Lorenzo Montenegro        | Partido Demócrata Conservador Popular | 35                           |                      | 44                   | 0,86                 |
|                                   |                                       |                              |                      |                      |                      |
| Votos positivos                   | Votos positivos                       | Votos positivos              | Votos positivos      | 5.092                | 100                  |
| General Pedernera 7 Diputados     |                                       |                              |                      |                      |                      |
| Partido                           | Partido                               | Candidato                    | Votos al candidato   | Votos al partido     | %                    |
|                                   | Unión Cívica Radical Intransigente    | Enrique Alfonso Molina       | 11.768               | 11.768               | 56,22                |
| Ismael Iribarren                  | Unión Cívica Radical Intransigente    | 11.767                       |                      | 11.768               | 56,22                |
| Raimundo Dante Bodo               | Unión Cívica Radical Intransigente    | 11.760                       |                      | 11.768               | 56,22                |
| Carlos Mamy                       | Unión Cívica Radical Intransigente    | 11.752                       |                      | 11.768               | 56,22                |
| José Canfaila                     | Unión Cívica Radical Intransigente    | 11.737                       |                      | 11.768               | 56,22                |
|                                   | Partido Demócrata Liberal             | José Mamerto Gutiérrez       | 4.248                | 4.248                | 20,29                |
| Moisés Omar Mercau                | Partido Demócrata Liberal             | 4.243                        |                      | 4.248                | 20,29                |
| Gilberto Cabrera                  | Partido Demócrata Liberal             | 4.240                        |                      | 4.248                | 20,29                |
| Félix Quiroga                     | Partido Demócrata Liberal             | 4.227                        |                      | 4.248                | 20,29                |
| Olga Noemí Sarmiento              | Partido Demócrata Liberal             | 4.214                        |                      | 4.248                | 20,29                |
|                                   | Unión Cívica Radical del Pueblo       | Gregorio Mauricio Lezcano    | 3.698                | 3.698                | 17,67                |
| Saturnino Muñoz                   | Unión Cívica Radical del Pueblo       | 3.677                        |                      | 3.698                | 17,67                |
| Víctor Plenazzio                  | Unión Cívica Radical del Pueblo       | 3.676                        |                      | 3.698                | 17,67                |
| Silvio Closa                      | Unión Cívica Radical del Pueblo       | 3.676                        |                      | 3.698                | 17,67                |
| Adolfo Miguel Pérez               | Unión Cívica Radical del Pueblo       | 3.672                        |                      | 3.698                | 17,67                |
|                                   | Partido Demócrata Cristiano           | Ramón Oscar Moreno           | 583                  | 583                  | 2,79                 |
| Ernesto Antonio Comelli           | Partido Demócrata Cristiano           | 582                          |                      | 583                  | 2,79                 |
| Juan José Salich                  | Partido Demócrata Cristiano           | 582                          |                      | 583                  | 2,79                 |
| Héctor Benicio Lucero             | Partido Demócrata Cristiano           | 581                          |                      | 583                  | 2,79                 |
| Enrique Atilio Panza              | Partido Demócrata Cristiano           | 581                          |                      | 583                  | 2,79                 |
|                                   | Partido Comunista                     | Juan Hunziker                | 347                  | 347                  | 1,66                 |
| Iris Angélica Olivera             | Partido Comunista                     | 346                          |                      | 347                  | 1,66                 |
| Julio Gutiérrez                   | Partido Comunista                     | 346                          |                      | 347                  | 1,66                 |
| María Aurelia Ochoa               | Partido Comunista                     | 346                          |                      | 347                  | 1,66                 |
| Manuel Esteban Espinosa           | Partido Comunista                     | 345                          |                      | 347                  | 1,66                 |
|                                   | Partido Demócrata Conservador Popular | Estela Ruth Lucero           | 288                  | 288                  | 1,38                 |
| Luis Ángel Quiroga                | Partido Demócrata Conservador Popular | 288                          |                      | 288                  | 1,38                 |
| Vicente Guillermo Galván          | Partido Demócrata Conservador Popular | 284                          |                      | 288                  | 1,38                 |
| Laureano Sadoc Montenegro         | Partido Demócrata Conservador Popular | 281                          |                      | 288                  | 1,38                 |
| Enrique Aquiles Galazco           | Partido Demócrata Conservador Popular | 280                          |                      | 288                  | 1,38                 |
|                                   |                                       |                              |                      |                      |                      |
| Votos positivos                   | Votos positivos                       | Votos positivos              | Votos positivos      | 20.932               | 100                  |
| General San Martín 2 Diputados    |                                       |                              |                      |                      |                      |
| Partido                           | Partido                               | Candidato                    | Votos al candidato   | Votos al partido     | %                    |
|                                   | Unión Cívica Radical Intransigente    | Dardo Neftalí Torres         | 1.747                | 1.747                | 51,07                |
| Manuel Torres                     | Unión Cívica Radical Intransigente    | 1.747                        |                      | 1.747                | 51,07                |
|                                   | Partido Demócrata Liberal             | Liberato Tobares             | 1.111                | 1.111                | 32,48                |
| Fructuoso Domingo Llorente        | Partido Demócrata Liberal             | 1.111                        |                      | 1.111                | 32,48                |
|                                   | Unión Cívica Radical del Pueblo       | Deonila Quiroga              | 478                  | 478                  | 13,97                |
| Bernabé Bernardino Gil            | Unión Cívica Radical del Pueblo       | 477                          |                      | 478                  | 13,97                |
|                                   | Partido Comunista                     | Rosario Vitale               | 45                   | 45                   | 1,32                 |
| Adela Gil                         | Partido Comunista                     | 45                           |                      | 45                   | 1,32                 |
|                                   | Partido Demócrata Cristiano           | Humberto Mazzola             | 40                   | 40                   | 1,17                 |
| Edmundo Elpidio Alániz            | Partido Demócrata Cristiano           | 40                           |                      | 40                   | 1,17                 |
|                                   |                                       |                              |                      |                      |                      |
| Votos positivos                   | Votos positivos                       | Votos positivos              | Votos positivos      | 3.421                | 100                  |
| Gobernador Dupuy 2 Diputados      |                                       |                              |                      |                      |                      |
| Partido                           | Partido                               | Candidato                    | Votos al candidato   | Votos al partido     | %                    |
|                                   | Unión Cívica Radical Intransigente    | Ricardo Andrés Landaburu     | 2.000                | 2.000                | 53,35                |
| Luis Enrique Graffigna            | Unión Cívica Radical Intransigente    | 1.999                        |                      | 2.000                | 53,35                |
|                                   | Partido Demócrata Liberal             | José Francisco Arredondo     | 1.017                | 1.017                | 27,13                |
| Eugenio Víctor Court              | Partido Demócrata Liberal             | 1.006                        |                      | 1.017                | 27,13                |
|                                   | Unión Cívica Radical del Pueblo       | Pedro Ángel Saracho          | 622                  | 622                  | 16,59                |
| Enrique José Khoury               | Unión Cívica Radical del Pueblo       | 619                          |                      | 622                  | 16,59                |
|                                   | Partido Comunista                     | Héctor Fernando Cuello       | 59                   | 59                   | 1,57                 |
| Anselma Juliana Páez              | Partido Comunista                     | 59                           |                      | 59                   | 1,57                 |
|                                   | Partido Demócrata Cristiano           | Ligia Haydee Rivarola        | 39                   | 39                   | 1,04                 |
| Isabel Ramón Quiroga              | Partido Demócrata Cristiano           | 39                           |                      | 39                   | 1,04                 |
|                                   | Partido Demócrata Conservador Popular | Rogelio Galván               | 12                   | 12                   | 0,32                 |
|                                   |                                       |                              |                      |                      |                      |
| Votos positivos                   | Votos positivos                       | Votos positivos              | Votos positivos      | 3.749                | 100                  |
| Junín 2 Diputados                 |                                       |                              |                      |                      |                      |
| Partido                           | Partido                               | Candidato                    | Votos al candidato   | Votos al partido     | %                    |
|                                   | Unión Cívica Radical Intransigente    | Rubén Arturo Atencio         | 2.597                | 2.597                | 53,90                |
| Delfín Cruz Ontiveros             | Unión Cívica Radical Intransigente    | 2.591                        |                      | 2.597                | 53,90                |
|                                   | Partido Demócrata Liberal             | Leandro Alfonso              | 1.124                | 1.124                | 23,33                |
| Julio César Agúndez               | Partido Demócrata Liberal             | 1.124                        |                      | 1.124                | 23,33                |
|                                   | Unión Cívica Radical del Pueblo       | Carlos Alberto Arias         | 858                  | 858                  | 17,81                |
| Ernesto Arturo Rafaini            | Unión Cívica Radical del Pueblo       | 849                          |                      | 858                  | 17,81                |
|                                   | Partido Demócrata Cristiano           | Carlos Aguilera              | 112                  | 112                  | 2,32                 |
| María Argina Pereyra              | Partido Demócrata Cristiano           | 112                          |                      | 112                  | 2,32                 |
|                                   | Partido Demócrata Conservador Popular | Susana Elina Castro          | 74                   | 74                   | 1,54                 |
| Pablo Ruprecht Martín             | Partido Demócrata Conservador Popular | 74                           |                      | 74                   | 1,54                 |
|                                   | Partido Comunista                     | Sinesio Armando Martínez     | 53                   | 53                   | 1,10                 |
| Agustina Dolores Costilla         | Partido Comunista                     | 53                           |                      | 53                   | 1,10                 |
|                                   |                                       |                              |                      |                      |                      |
| Votos positivos                   | Votos positivos                       | Votos positivos              | Votos positivos      | 4.818                | 100                  |
| La Capital 7 Diputados            |                                       |                              |                      |                      |                      |
| Partido                           | Partido                               | Candidato                    | Votos al candidato   | Votos al partido     | %                    |
|                                   | Unión Cívica Radical Intransigente    | Jorge Aostri Ribas           | 13.289               | 13.289               | 63,05                |
| Emilia Fernández de Ortiz Suárez  | Unión Cívica Radical Intransigente    | 13.287                       |                      | 13.289               | 63,05                |
| Juan Lepori                       | Unión Cívica Radical Intransigente    | 13.286                       |                      | 13.289               | 63,05                |
| Miguel Ángel Bernardo             | Unión Cívica Radical Intransigente    | 13.280                       |                      | 13.289               | 63,05                |
| Carmen Octavio Gatica             | Unión Cívica Radical Intransigente    | 13.275                       |                      | 13.289               | 63,05                |
|                                   | Partido Demócrata Liberal             | Nelly Haidee Cuello          | 4.257                | 4.257                | 20,20                |
| Roberto Arnaldo Jardel            | Partido Demócrata Liberal             | 4.256                        |                      | 4.257                | 20,20                |
| Julio Edmundo Luco                | Partido Demócrata Liberal             | 4.255                        |                      | 4.257                | 20,20                |
| Roberto Gregorio Páez Montero     | Partido Demócrata Liberal             | 4.252                        |                      | 4.257                | 20,20                |
| Leandro Lemos                     | Partido Demócrata Liberal             | 4.245                        |                      | 4.257                | 20,20                |
|                                   | Unión Cívica Radical del Pueblo       | Jorge Washington Becerra     | 2.099                | 2.099                | 9,96                 |
| Gregorio Calixto Carreño          | Unión Cívica Radical del Pueblo       | 2.099                        |                      | 2.099                | 9,96                 |
| Bartolo Aguilera                  | Unión Cívica Radical del Pueblo       | 2.097                        |                      | 2.099                | 9,96                 |
| Pedro Carlos Alfredo Zavala       | Unión Cívica Radical del Pueblo       | 2.092                        |                      | 2.099                | 9,96                 |
| Amada Wenceslada Suárez de Olguin | Unión Cívica Radical del Pueblo       | 2.079                        |                      | 2.099                | 9,96                 |
|                                   | Partido Demócrata Cristiano           | María Delia Poblet           | 737                  | 737                  | 3,50                 |
| Salvador Celi                     | Partido Demócrata Cristiano           | 733                          |                      | 737                  | 3,50                 |
| Raúl Roque Ibiri                  | Partido Demócrata Cristiano           | 730                          |                      | 737                  | 3,50                 |
| Pablo Bartolo Huguenine           | Partido Demócrata Cristiano           | 730                          |                      | 737                  | 3,50                 |
| Dolores Isaac Agüero              | Partido Demócrata Cristiano           | 728                          |                      | 737                  | 3,50                 |
|                                   | Partido Demócrata Conservador Popular | Jorge Alberto del Cerro      | 397                  | 397                  | 1,88                 |
| Miguel Alfredo Alániz             | Partido Demócrata Conservador Popular | 366                          |                      | 397                  | 1,88                 |
| Alejandro Quiroga                 | Partido Demócrata Conservador Popular | 359                          |                      | 397                  | 1,88                 |
| Pedro Roberto Sosa                | Partido Demócrata Conservador Popular | 358                          |                      | 397                  | 1,88                 |
| Eduardo Honorato Ojeda            | Partido Demócrata Conservador Popular | 358                          |                      | 397                  | 1,88                 |
|                                   | Partido Comunista                     | José Tomás Pellegrini        | 297                  | 297                  | 1,41                 |
| Humberto Ortega                   | Partido Comunista                     | 297                          |                      | 297                  | 1,41                 |
| Elena Ester Lazarte               | Partido Comunista                     | 297                          |                      | 297                  | 1,41                 |
| Ramón Eusebio Pereyra             | Partido Comunista                     | 297                          |                      | 297                  | 1,41                 |
| José Conrado Navarro              | Partido Comunista                     | 297                          |                      | 297                  | 1,41                 |
|                                   |                                       |                              |                      |                      |                      |
| Votos positivos                   | Votos positivos                       | Votos positivos              | Votos positivos      | 21.076               | 100                  |